# Alessandro Severo (Händel)
Alessandro Severo (Alexander Severus, HWV A13) è un'opera di Georg Friedrich Händel composta nel 1738. È una dei tre lavori di Händel in forma di pasticcio, composti utilizzando la musica e le arie di sue precedenti opere Giustino, Berenice e Arminio. Solo l'ouverture ed i recitativi (così come le parole) erano nuovi.

## Storia delle esecuzioni
Alessandro Severo non fu un successo al suo debutto sotto la direzione del compositore il 25 febbraio 1738 presso il King's Theatre, Londra.

## Ruoli
| Ruolo      | Voce                  | Cast della prima, 25 febbraio 1738        |
| ---------- | --------------------- | ----------------------------------------- |
| Sallustia  | soprano               | Élisabeth Duparc, "La Francesina"         |
| Claudio    | soprano               | Margherita Chimenti, "La Droghierina"     |
| Giulia     | contralto             | Antonia Merighi                           |
| Eurilla    | mezzosoprano          | Maria Antonia Marchesini, "La Lucchesina" |
| Alessandro | mezzosoprano castrato | Caffarelli                                |
| Marziano   | basso                 | Antonio Montagnana                        |

## Trama
L'opera si basa sulla storia dell'imperatore romano Alessandro Severo.